# Лігніт
Лігніт (рос. лигнит, англ. lignite, нім. Lignit m) — 
1. Слабкозвуглена викопна деревина бурого кольору, що зберегла анатомічну будову рослин, тканин, і за зовнішнім виглядом схожа на незмінену деревину.
2. Різновид бурого вугілля, що містить включення слабкорозкладених деревних залишків (так зване м'яке буре вугілля). Використовують як паливо, хімічну сировину. Різновид молодого бурого вугілля з великим вмістом води, низькими теплотворними характеристиками та типовими включеннями слабкозвугленої деревини.